# Кузмановский, Стевица
Сте́вица Кузмано́вский (макед. Стевица Кузмановски; 11 ноября 1962, Тетово, СФРЮ) — югославский и македонский футболист. В прошлом защитник, а ныне тренер.

## Клубная карьера
В бытность игроком белградского «Партизана», стал чемпионом Югославии проведя всего 2 матча в сезоне. До 1991 года Кузмановский выступал за различные клубы Югославии. С 1992 года выступал за турецкие клубы. Особых достижений не добился и в 1997 году вернулся в бывшую Югославию. Спустя три года Кузмановский завершил карьеру.
Кузмановский выступал за юношескую и молодёжную сборную. В составе молодёжки провёл 48 матчей и забил 5 голов.

## Тренерская карьера
Тренерскую деятельность начал в «Стрем-Стремска» из Митровицы. В 2000 году в статутсе ассистента работал в белградском ОФК. Спустя 3 года возглавляет клуб. После окончания сезона переходит в болгарскую «Беласицу» из Петрича.
В декабре 2009 года Кузмановский прибыл в Ереван, для переговоров с руководством клуба «Бананц». В январе 2010 года Кузмановский подписал контракт с ереванским клубом и с 11 числа начал руководить командой. С «Бананцем» дошёл до финала Кубка, где проиграл чемпиону Армении «Пюнику» — 0:4. Действующему чемпиону «Бананц» проиграл и в Суперкубке, а в чемпионате Армении, после долгого лидерства, за несколько туров до окончания чемпионата проиграл в очной борьбе тому же «Пюнику» 0:1, причём мяч пропущен был в добавленное время на 92-й минуте. Этот проигрыш фактически решил судьбу золотых медалей. Последующие матчи соперники выиграли, и гандикап между ними в одно очко сохранился. Таким образом «Бананц» и в чемпионате пропустил вперёд «Пюник». В первой четверти следующего чемпионата «Бананц» выступил с низкими показателями, заняв 7 место с тремя очками после 7 туров. Это самый худший результат за всю историю клуба. Ввиду этих обстоятельств руководство клуба решило отстранить Кузмановского от занимаемой должности.

## Достижения
- игрока:
  -     - Чемпион Югославии: 1982/83
    - Обладатель Кубка Югославии: 1982/83
- тренера:
  - Финалист Кубка Армении: 2010
  - Финалист Суперкубка Армении: 2010